# Quintanilla del Agua y Tordueles
Quintanilla del Agua y Tordueles es un municipio de España, en la provincia de Burgos, comunidad autónoma de Castilla y León. Tiene un área de 35,79 km² con una población de 383 habitantes (INE 2018) y una densidad de 11,04 hab/km². 
El municipio está constituido por dos localidades: Quintanilla del Agua, que es la capital, donde se sitúa el ayuntamiento, y Tordueles. Tordueles está situado a 3,5 km de Quintanilla del Agua, en la otra margen del río Arlanza.

## Demografía
Quintanilla del Agua y Tordueles cuenta con una población de 337 habitantes (INE 2024).
| Gráfica de evolución demográfica de Quintanilla del Agua y Tordueles entre 1981 y 2021 |
| |
| Población de derecho según los censos de población del INE. Población de hecho según los censos de población del INE.En estos censos se denominaba Quintanilla - Tortueles: 1981 y 1991. Entre el censo de 1981 y el anterior, aparece este municipio porque se fusionan los municipios Quintanilla del Agua y Tordueles. |

| 1991 | 1996 | 2001 | 2004 |
| ---- | ---- | ---- | ---- |
| 663  | 620  | 608  | 582  |

## Patrimonio
Quintanilla dispone de una gran casa rural construida en el viejo molino del pueblo del que todavía hoy en día se pueden observar las máquinas.
También hay que destacar el pueblo medieval construido por el artesano Félix Yáñez, donde muestra como vivía la gente anteriormente; también hay un corral de comedias.

## Fiestas
- Marzas

Las fiestas populares de Quintanilla del Agua son: la Santísima Trinidad y el Corpus Christi. También los bautos durante todo el año realizan diversas fiestas como la matanza.
Fiesta importante es el Belén viviente que consiste en que todo el pueblo sale de sus casa para representar el nacimiento de Dios, este espectáculo es admirado por unas 300 personas al año. También durante el mes de agosto se realiza un campeonato de futbito que dura una semana.
- San Roque

En Tordueles se celebra la festividad de San Roque cada 16 de agosto.
La procesión del santo se inicia desde la pequeña ermita situada en la colina de las bodegas, es seguida con bailes y cantos por parte de los habitantes del pueblo y veraneantes que multiplican su población estas fechas. Por la noche se celebra un baile con orquesta en la plaza mayor de esta tranquila localidad.